# Ditlev Blunck
Ditlev Conrad Blunck (Münsterdorf, Ducado de Holstein; 22 de junio de 1798-Hamburgo, Confederación Germánica; 7 de enero de 1853) fue un pintor danés perteneciente a la Edad de Oro danesa.

## Biografía
Nació en 1798 en Münsterdorf, entonces parte del Ducado de Holstein, en la actualidad en Schleswig-Holstein, en el norte de Alemania. En el año 1814 comenzó sus estudios en la Real Academia de Bellas Artes de Dinamarca, en Copenhague, con Christian August Lorentzen como maestro. Asimismo, recibió lecciones de otros artistas, como Christoffer Wilhelm Eckersberg, Wilhelm Bendz, Ernst Meyer y Albert Küchler. En 1818, Blunck se trasladó a Múnich, supuestamente insatisfecho con la enseñanza que recibía, y se inscribió como estudiante en la Academia de Bellas Artes de la ciudad, donde tuvo a Johann Peter von Langer como profesor. Dos años más tarde, en 1820, regresó a Copenhague. 
De vuelta en Dinamarca, Blunck pasó a ser alumno de un nuevo profesor, el pintor histórico Johan Ludwig Lund (1777–1867), quien se convertiría en una gran influencia para la pintura de Blunck, y es por ello que la primera etapa de su pintura está caracterizada por sus obras históricas. Posteriormente, un cambio en las temáticas de sus cuadros, en los que se inclinó por la pintura costumbrista, le llevó a ser representante del realismo cotidiano que aparecería en el arte danés de la década de 1820. En 1827, participó en la gran exhibición anual de la Real Academia de Bellas Artes de Dinamarca y una de sus obras fue galardonada con una medalla de oro. 

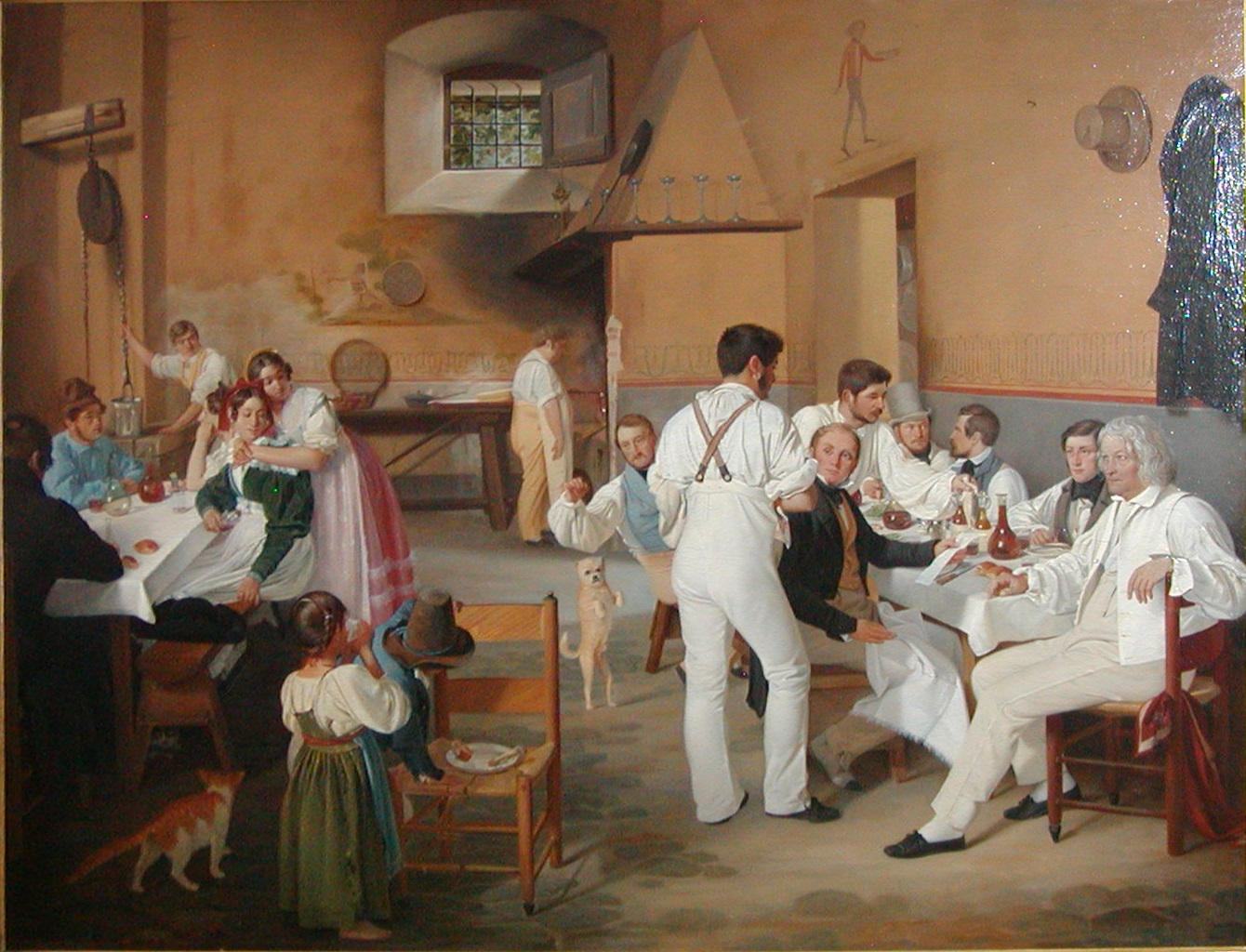
Artistas daneses en una hostería romana (Danske kunstnere på et romersk osteri, 1837).

No obstante, la influencia de Johan Ludwig Lund aumentó durante su estancia en Alemania a partir de 1828. En ciudades como Berlín, Múnich y Dresde se familiarizó con los amigos artistas de Lund, entre los que se encontraba el pintor romántico Caspar David Friedrich. Sin embargo, Blunck se halló más influido por las obras de Johann Friedrich Overbeck (1789–1869) a la hora de cambiar su dirección artística: comenzó a entregarse a los motivos religiosos y desarrolló un estilo pictórico fuertemente influido por el movimiento nazareno.
La estancia de Blunck en el extranjero también le llevó hasta Roma, donde se unió a un grupo alrededor de la figura de Bertel Thorvaldsen (1770–1844) y donde produjo varias de sus pinturas más importantes, como Artistas daneses en una hostería romana, de 1837. Ditlev Blunck también vivió casi un año en Florencia y Venecia, interrumpiendo su etapa romana.